# Postharmostomum helicus
Postharmostomum helicus är en plattmaskart. Postharmostomum helicus ingår i släktet Postharmostomum och familjen Brachylaimidae. Inga underarter finns listade i Catalogue of Life.